# Tanya Streeter
Tanya Streeter (Grand Cayman, 10 gennaio 1973) è un'apneista inglese.
Tanya Streeter (Tanya Dailey) è una campionessa mondiale di apnea nella specialità dell'Aida "assetto variabile assoluto" (NLT - Apnea no limit), con una profondità raggiunta di -160 metri, record mondiale femminile ancora detenuto in questa categoria.

## Vita personale
La Streeter è nata da Jim e Sandra Dailey alle Isole Cayman. Ha due sorelle e un fratello. È stata educata in Inghilterra alla Roedean Independent Girls' School e all'Università di Brighton. In Inghilterra ha conosciuto suo marito Paul Streeter.
È tornata alle Cayman nel 1995. Ha una figlia Tilly Annina Andrus Streeter (nata il 19 agosto 2008). Dopo il parto Tanya Streeter si è ufficialmente ritirata dalle gare di apnea ed è andata a vivere ad Austin (Texas).
Tanya Streeter possiede due cittadinanze: quella statunitense, acquisita dal padre, e quella inglese poiché le Cayman, dove è nata, sono territorio britannico d'oltremare e sua madre è cittadina inglese.

## Carriera da apneista
La Streeter ha iniziato l'attività di apneista all'età di 25 anni e quasi immediatamente ha cominciato a battere record. Ha fatto il suo primo passo importante nel 1998 quando ha migliorato di 10 metri il record femminile AIDA NLT (No Limit) di Deborah Andollo raggiungendo una profondità di -113 m. Nel 2002 ha superato il record mondiale No Limit maschile e femminile raggiungendo una profondità di -160 m a Turks e Caicos, record che è stato superato pochi mesi dopo dal francese Loïc Leferme (-162 m).
Il 19 luglio 2003 la Streeter ha superato il record mondiale in assetto variabile maschile (VWT) raggiungendo una profondità di -122 m, record superato l'anno successivo da Carlos Coste con -135 m a Puerto La Cruz (Venezuela). Il suo record mondiale femminile in assetto variabile è comunque durato per sette anni, fino a quando Natal'ja Vadimovna Molčanova ha raggiunto -125 m nel giugno 2010 a Calamata in Grecia.

## Altre attività
Tanya Streeter è stata protagonista nel documentario della Animal Planet "Freediver", andato in onda nel marzo 2006, ed ha presentato il documentario "Dive Galapagos" nel marzo 2007. Ha, inoltre, presentato il documentario della BBC "Shark Therapy" in cui ha tentato di superare la sua paura degli squali. Inoltre, è comparsa su una serie di cinque francobolli commemorativi emessi da Turks e Caicos nel 2003.
Nel 2014 segue nel loro percorso le ragazze di Calzedonia Ocean Girls.
La Streeter è presente in una lunga intervista che illustra lo sport estremo delle immersioni AIDA NLT (No Limit), nel documentario No Limits del 2013 prodotto dalla ESPN Films - Nine for IX (casa di produzione statunitense specializzata in film e documentari), scritto e diretto da Alison Ellwood (regista e produttrice australiana). Questo documentario, che tratta la storia di Audrey Mestre e del marito Pipin Ferreras, è disponibile solamente in lingua inglese sulla piattaforma web YouTube., e in DVD (Edizione Stati Uniti) UPC 825452511351 - ASIN: B00E0AEOZI.